# The Committee
The Committee è un film sperimentale indipendente del 1968, diretto da Peter Sykes.
Il soggetto è tratto dal racconto Nightmare, pubblicato nel 1966 su una rivista letteraria da Max Steuer, filosofo e docente alla London School of Economics; anche l'idea di trasporre il racconto in forma cinematografica fu di Steuer il quale collaborò con Sykes alla sceneggiatura, produsse il film e ne supervisionò l'intera lavorazione.

## Trama
Un giovane autostoppista è a bordo dell'automobile di uno sconosciuto che lo tedia con discorsi ininterrotti e banali, ai quali si limita a rispondere per monosillabi. Il conducente a un tratto decide di fermarsi in una radura in aperta campagna perché a suo dire la macchina fa un rumore insolito: mentre l'uomo è chino ad armeggiare sul motore, il giovane gli chiude con forza il cofano sul collo, decapitandolo. Dopo una breve riflessione, tuttavia, egli gli ricuce la testa sul collo, lo rianima e lo lascia ripartire da solo, presumibilmente immemore di quanto appena accaduto.
La scena si sposta nella sede di un'istituzione non meglio identificata, dotata di elaboratori elettronici, schedari e aule universitarie con lezioni in corso. In un consiglio direttivo, il capo di tale organizzazione annuncia fra l'altro che entro dieci giorni dirigerà personalmente un «comitato» con quasi trecento persone le quali, egli specifica, hanno tutte «immaginazioni contrarie».
La storia torna a seguire il protagonista, dapprima a casa sua – dove si apprende fra l'altro che è appassionato di scacchi – quindi nell'ufficio dove lavora come disegnatore progettista, nella City di Londra; qui egli informa il suo superiore di aver ricevuto l'invito a prendere parte a un «comitato» e che pertanto dovrebbe assentarsi dal lavoro. Esaminata la lettera di invito, il capo esorta il giovane ad accettare e gli consiglia per giunta di non sottovalutare l'importanza di simili incontri, poiché vi ha partecipato egli stesso e chi li organizza «manda avanti il sistema».
Il giovane si ritrova quindi assieme a molte altre persone a lui per lo più sconosciute in una lussuosa villa, per una sorta di misterioso convegno i cui partecipanti paiono trascorrere il tempo giocando a croquet o a scacchi, nuotando in piscina o intrattenendo discussioni intellettuali: la ragione della loro presenza assieme in quel luogo non è mai esplicitata. Il raduno si svolge sotto lo sguardo attento e costante del Direttore del Comitato, cioè il capo dell'organizzazione apparso qualche scena prima.
Fra i convenuti il protagonista incrocia quasi subito anche la sua vittima, che non porta più alcun segno della decapitazione e non sembra neppure riconoscerlo: turbato da tale presenza, il giovane confida a suo fratello minore – anch'egli invitato nonché al corrente della vicenda nella radura – il presentimento che l'intero «comitato» sia stato organizzato appositamente per lui: i due meditano perciò di fuggire dalla villa la notte stessa.
Il sospetto del giovane si rivela fondato allorché il Direttore lo chiama a colloquio prima che egli possa attuare il piano di fuga e, dopo avergli prelevato un campione di sangue, lo interroga in merito all'episodio violento di cui è stato artefice, invitandolo ad una sorta di auto-analisi sulle ragioni tanto della decapitazione quanto della decisione di "resuscitare" poi la vittima; ciò dà lo spunto a un lungo dialogo filosofico sull'etica, sull'autorità e il rifiuto di essa, e sul rapporto fra crimine e ordine sociale, al termine del quale i due paiono giungere a conclusioni simili.
Nell'ultima sequenza, a «comitato» ormai concluso, il protagonista lascia la villa nuovamente come passeggero di un'automobile: stavolta alla guida c'è una ragazza da lui conosciuta poco prima che gli chiede, senza ottenere risposta, se giochi a bridge; attorno, il paesaggio campestre sembra ricordare l'ambientazione delle vicende iniziali.

## Colonna sonora
La pellicola include la canzone Nightmare, scritta ed eseguita da The Crazy World of Arthur Brown: il brano è mimato in playback dallo stesso Arthur Brown, il quale appare durante un party nella sua tipica maschera di scena dell'epoca, con sul capo un elmo di ferro dalle corna fiammeggianti; La versione di Nightmare presente nel film è differente da quella inclusa nell'unico album in studio del gruppo che, come il film, uscì nel 1968.
Il commento musicale al film, per il resto, è opera dei Pink Floyd e consta complessivamente di circa quindici minuti di musica, nove dei quali costituiti da un'unica improvvisazione che coincide con la sequenza del dialogo finale tra il protagonista e il Direttore. Se si eccettuano le edizioni home video del film, le musiche incise dal gruppo inglese per The Committee rimasero inedite per quasi cinquant'anni, fino cioè al novembre 2016 quando due brani comparvero nel cofanetto antologico CD-DVD The Early Years 1965-1972, il quale contiene anche il film per intero. Anche in tale versione ufficiale, i brani in questione sono tratti direttamente dall'audio del film e ne contengono perciò in minima parte i dialoghi originali, sovrapposti alla musica.

## Edizioni in DVD
La prima edizione in DVD del film, pubblicata per il solo mercato americano (NTSC, region 1), risale al 2005 a cura della Craytic che allora deteneva i diritti del film.
La Eclectic DVD Distributions pubblicò nel settembre 2009 una nuova edizione aggiungendovi come contenuto extra due interviste rispettivamente a Peter Sykes e Max Steuer; alla confezione era allegato un CD audio sampler della Basho Records contenente 3 brani musicali: la traccia di apertura era la canzone The Committee, su testo di Max Steuer, incisa nel 2003 da Paul Jones, l'attore protagonista del film; le altre due tracce, entrambe eseguite dalla Homemade Orchestra e già edite altrove dalla stessa Basho Records, non avevano invece alcun legame con la pellicola: si trattava infatti di un brano strumentale originale intitolato Bird e di una cover della canzone Here Comes The Flood di Peter Gabriel.
Come già detto, nel 2016 il film fu incluso nel cofanetto antologico dei Pink Floyd The Early Years 1965-1972, precisamente nel settimo e ultimo volume intitolato: Continu/ation.